# 一亩泉
38°56′38″N 115°21′57″E / 38.94389°N 115.36583°E
一亩泉，位于中华人民共和国河北省保定市竞秀区南奇乡一亩泉村（原属满城县），是府河的源头。泉水为界河潜流，在一亩泉村承压涌出而成泉。周围35平方千米内，溪泉脉流连绵，密布如网，是保定市水源地之一。20世纪50年代后，因地下水开采量逐年增加，地下水位逐年下降，至60年代一亩泉及其附近诸泉相继断流、干涸。2009年，保定市水利局实施了两库（王快水库、西大洋水库）连通和大水系工程开始向一亩泉补水，南水北调中线通水以后，有更多的水库水作为生态补水，补给一亩泉。